# Youku
Youku (chinesisch 優酷 / 优酷, Pinyin yóukù – „ausgezeichnet und cool“) ist ein Videoportal mit Sitz in Peking in der Volksrepublik China.

## Geschichte
Youku wurde von Victor Koo, dem ehemaligen Präsidenten von Sohu, erstellt, die Betaversion wurde im Juni 2006 offiziell ins Leben gerufen und im Dezember 2006 freigegeben. 2007 erhielt das Unternehmen 25 Millionen Dollar Finanzierung durch Venture Capital. Youku.com belegt Rang 1 im chinesischen Videoportal-Sektor. 2008 tat sich Youku mit Myspace in China zusammen.
Anfang 2010 hatte das Portal nach CNIC-Angaben 384 Millionen Nutzer.
Mitte 2012 fusionierten Youku und Tudou zum gemeinsamen Unternehmen Youku Tudou Inc. Laut Alexa Internet belegte Youku vor der Fusion Platz 11 der meistbesuchten Seiten in China. Tudou war vor der Fusion auf Platz 14.

## Eigenschaften
Youku erlaubt Benutzern, Videos unabhängig von ihrer Länge hochzuladen. Youku hat mit einer Reihe von Fernsehsendern, Film- und Fernsehproduktionsfirmen in China, die regelmäßig Medieninhalte auf der Website hochladen, eine Partnerschaft. Bis auf den Bereich „Investor Relations“ ist die Internetseite komplett in Chinesisch aufgebaut. Youku Tudou ist mit mobilen Endgeräten erreichbar.

## Urheberrechtsverletzung
Aufgrund der laxen Durchsetzung des Urheberrechts in China wird nicht lizenziertes, urheberrechtlich geschütztes Material wie Filme und Musikvideos in voller Länge gezeigt; auch Kopien von Videos von anderen Videoportalen sind reichlich vorhanden.
Seit kurzem wird jedoch eine Reihe von urheberrechtlich geschützten Materialien in bestimmten Regionen der Welt blockiert.